# 应修人
应修人（1900年—1933年5月14日），原名应慎瑞，后改名应麟德，字修士，笔名丁九、丁休人、丁九。浙江慈溪人。中国文学家。

## 生平
1921年，发起组织上海通信图书馆，倡导青年读书运动。次年4月赴杭，与冯雪峰、潘漠华、汪静之结成湖畔诗社，编辑出版《湖畔》诗集，为中国第一个新诗社。1925年加入中国共产党。先后在黄埔军校、武汉国民政府劳工部工作。1927年，入苏联中山大学学习。1930年，回国；曾在中共中央军委、中共中央组织部工作。1932年，任中共江苏省委宣传部长，并参加中国左翼作家联盟。1932年至1933年，领导沪东区英美烟厂罢工斗争。1933年5月14日，在丁玲寓所拒捕时与国民党特务打斗，坠楼身亡。有与冯雪峰、汪静之、潘漠华合著之诗集《湖畔》、《春的歌集》。现位于浙江省宁波市江北区乍浦乡应家河塘有应修人故居。